# Gisela Weiß
Gisela Weiß (Česká Kamenice, 16 ottobre 1943) è un'ex nuotatrice tedesca, nata in Repubblica Ceca.

## Carriera
Vinse la medaglia di bronzo nella 4x100m stile libero alle Olimpiadi di Roma 1960.

## Palmarès
- Giochi olimpici estivi

Roma 1960: bronzo nella 4x100m stile libero.